# Manoel Antônio Fontes
Manoel Antônio Fontes (Ilha do Faial, 22 de fevereiro de 1844 – Itajaí, 4 de novembro de 1908), o Coronel Fontes, foi um comerciante e político luso-brasileiro radicado em Itajaí, Santa Catarina.
Foi fundador da imprensa de Itajaí, abolicionista e propagandista republicano e, desiludido com o novo regime, líder local da Revolução Federalista (1893-1894).
Pai do professor e desembargador Henrique Fontes, do industrial Eurico Fontes, que deu continuidade a seus negócios, do sacerdote e político Tomás Fontes, e do advogado e político Emmanuel Fontes, da primeira turma da Faculdade de Direito de Santa Catarina.